# Чуркин, Михаил Васильевич
Михаи́л Васи́льевич Чу́ркин (1911, Москва, Российская империя — 1989 Москва, РСФСР, СССР) — советский футбольный тренер. Один из первых тренеров советского футбола.

## Карьера
До Великой Отечественной войны тренировал юных динамовцев Москвы. Сразу после войны в 1944 году так же занимался динамовцами. Позже тренировал команды Перми, Ярославля, Запорожья, Николаева и Новомосковска.